# Carl Levin

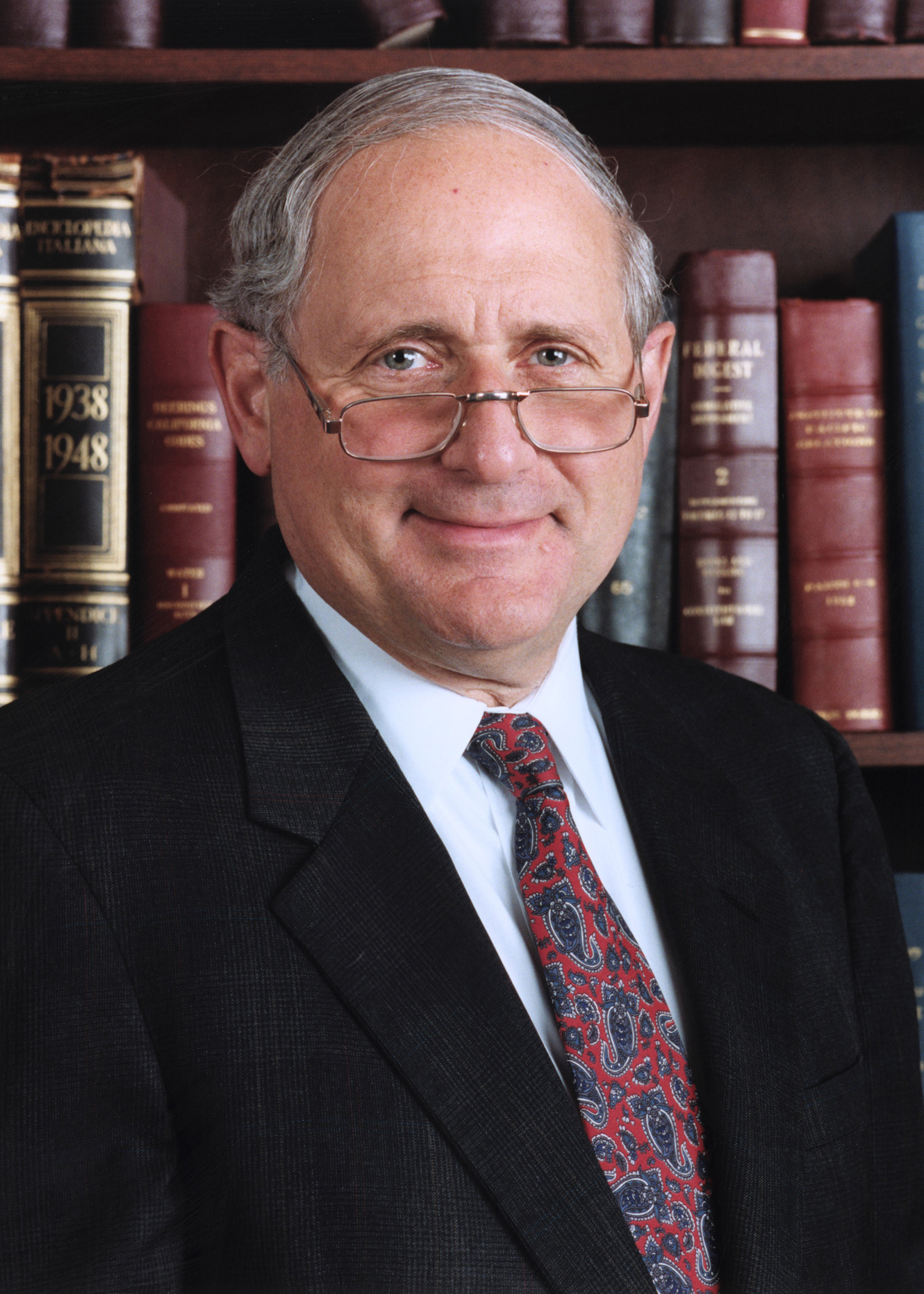
Carl Levin

Carl Milton Levin (* 28. Juni 1934 in Detroit, Michigan; † 29. Juli 2021 ebenda) war ein US-amerikanischer Politiker der Demokratischen Partei. Er gehörte von 1979 bis 2015 für Michigan dem Senat der Vereinigten Staaten an.

## Familie und Ausbildung
Levin entstammte einer jüdischen Familie. Sein älterer Bruder Sandy saß von 1983 bis 2019 im US-Repräsentantenhaus. Sein Onkel Theodore Levin war Richter am Bundesbezirksgericht von Michigan, sein Cousin Charles Levin (1926–2020) Richter am Michigan Supreme Court, und sein anderer Cousin Joseph Levin war Kandidat für das Repräsentantenhaus.
Carl Levin ging in Detroit auf öffentliche Schulen und graduierte 1956 vom Swarthmore College. Im Anschluss besuchte er die Harvard Law School, die er 1959 abschloss. Kurz darauf machte er sich in Detroit als Anwalt selbstständig.

## Politische Laufbahn

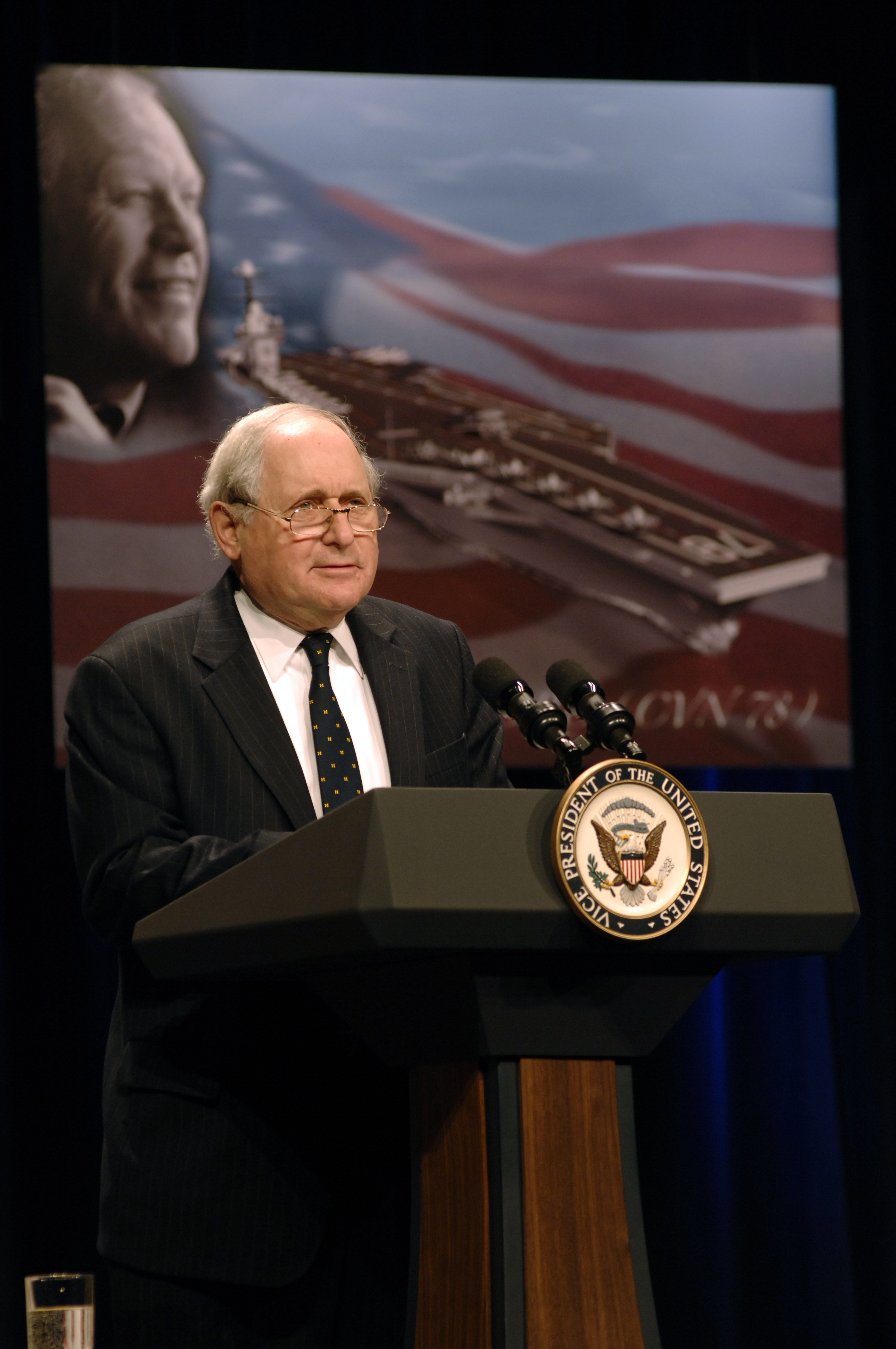
Carl Levin (2007)

Levin bekleidete zunächst diverse Ämter auf lokaler und auf Staatsebene. So war er unter anderem stellvertretender Attorney General von Michigan und gehörte von 1969 bis 1977 dem Stadtrat von Detroit an. 1978 gelang ihm der Einzug in den Kongress, indem er den zweithöchsten Republikaner im Senat, Robert P. Griffin, bei der Wahl schlug. Seine Wiederwahlen in den Jahren 1984, 1990, 1996, 2002 und 2008 gewann er, was ihn zum längstgedienten US-Senator aus Michigan in der Geschichte des Staates machte.
Ab 2007 war Levin Vorsitzender des Streitkräfteausschusses des Senats; ab 1997 war er der ranghöchste Demokrat in diesem Ausschuss, das heißt je nach Mehrheitsverhältnissen Minderheitsführer oder Vorsitzender. Levin setzte sich für die Offenlegung geheimer Dokumente ein, die insbesondere die angeblichen Verbindungen zwischen dem Irak und Al-Qaida betreffen.
Im März 2013 kündigte Levin an, bei der Wahl 2014 nicht wieder anzutreten. Er schied am 3. Januar 2015 aus dem Senat aus.

## Positionen und Auszeichnungen
Die American Conservative Union verortete Levins Abstimmungsverhalten auf einer Skala von 0 (sehr links) bis 100 (sehr konservativ) bei einer 7, die American Civil Liberties Union gab ihm 2005 eine Zustimmungsrate von 78 Prozent bei seinen Abstimmungen betreffs Freiheitsrechten der Bürger.
Levin war Initiator der Gesetzesinitiative Stop Tax Haven Abuse Act gegen Steuerflucht. Diese sah eine Liste von Ländern vor, die grundsätzlich als verdächtig gelten, die allerdings teilweise nicht den Kriterien der OECD für Steueroasen entsprechen. Den Gesetzentwurf brachte er am 17. Februar 2007 in Verbindung mit den Senatoren Norm Coleman und Barack Obama in den Senat ein. Er scheiterte, ebenso die seitdem regelmäßig wieder eingebrachten Nachfolge-Gesetzesvorschläge gleichen Namens.
Ehrendoktorwürden erhielt Levin 2004 von der Michigan State University und 2005 von der Wayne State University. Im April 2006 wählte ihn das Magazin Time zu einem der zehn besten US-Senatoren.

## Belege
1. ↑  James Hohmann: Michigan Sen. Carl Levin to Retire. In: Politico, 7. März 2013.
2. ↑  Interview: Carl Levin. In: PBS Frontline, 19. Februar 2004.
3. ↑  Tara Andringa: Levin, Coleman, Obama Introduce Stop Tax Haven Abuse Act (S. 681). (Seite nicht mehr abrufbar, festgestellt im November 2024. Suche in Webarchiven)  Info: Der Link wurde automatisch als defekt markiert. Bitte prüfe den Link gemäß Anleitung und entferne dann diesen Hinweis. In: Senate.gov, 17. Februar 2007. Siehe auch S. 681 (110th): Stop Tax Haven Abuse Act. Und zuletzt 2017: H.R. 1932: Stop Tax Haven Abuse Act. In: Govtrack.
4. ↑  David Burnett: Carl Levin: The Bird-Dogger. In: Time, 14. April 2006.

| Personendaten    | Personendaten               |
| ---------------- | --------------------------- |
| NAME             | Levin, Carl                 |
| ALTERNATIVNAMEN  | Levin, Carl Milton          |
| KURZBESCHREIBUNG | US-amerikanischer Politiker |
| GEBURTSDATUM     | 28. Juni 1934               |
| GEBURTSORT       | Detroit, Michigan           |
| STERBEDATUM      | 29. Juli 2021               |
| STERBEORT        | Detroit, Michigan           |